# N2 (Burkina Faso)

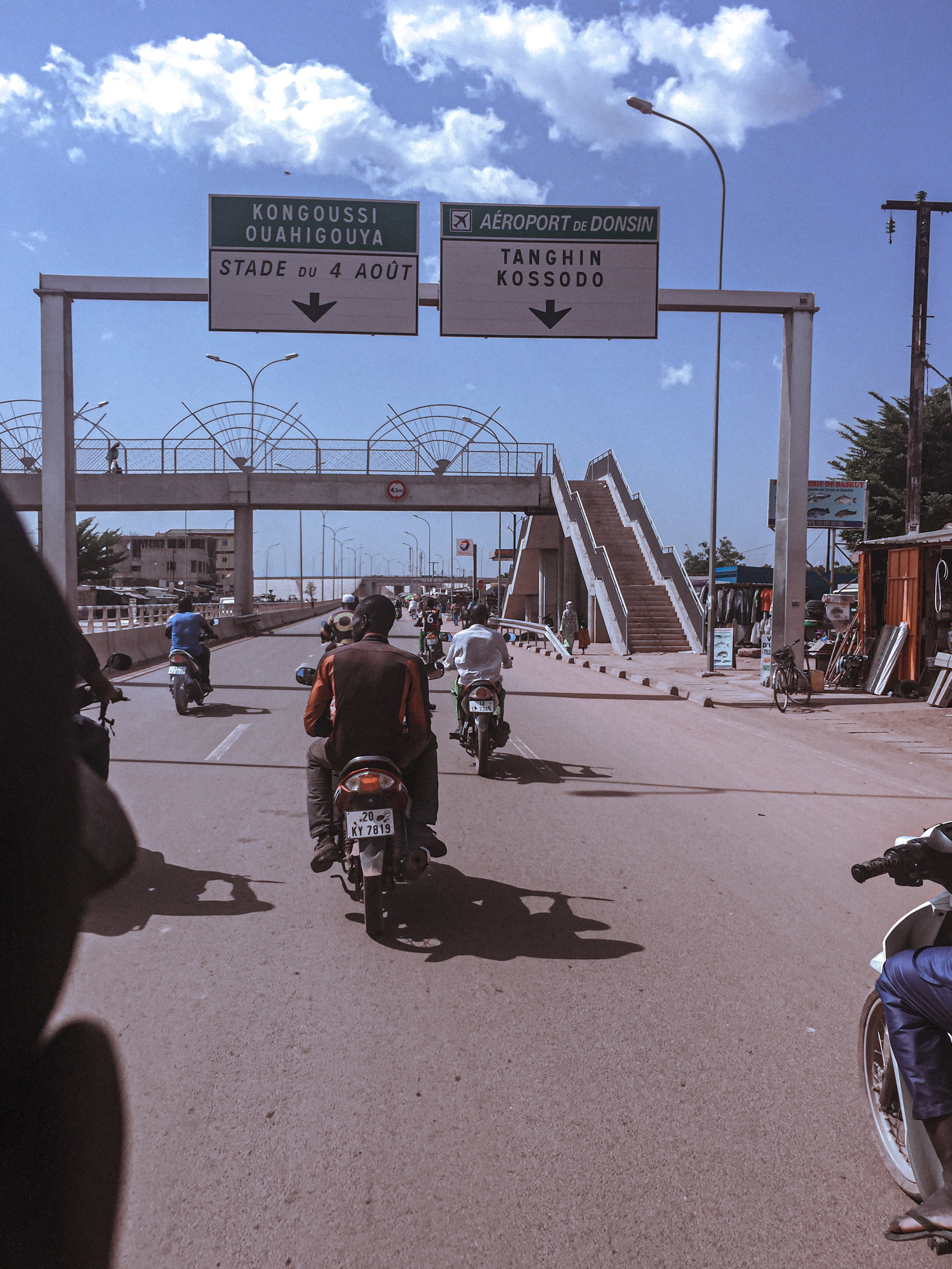
Richtungsanzeige in Ouagadougou

Die N2 ist eine Fernstraße in Burkina Faso, die Ouagadougou mit der Grenze Mali verbindet. Die Fernstraße ist 245 Kilometer lang. 
Sie beginnt im Zentrum der Hauptstadt Ouagadougou und führt durch einige kleine Städte. Bis in die nördliche Stadt Ouahigouya ist sie asphaltiert und ab hier verläuft eine unbefestigte Straße bis zur Grenze Mali. Nach der Grenze wird sie zur RN15 und verläuft nach Sévaré, 12 Kilometer vor Mopti.  
Besondere Bedeutung kommt ihr im Inlandsverkehr zu. Der internationale Verkehr ist hier weniger wichtig, da sie in einem weniger wirtschaftlichen Gebiet liegt.